# Scott Russell
Scott Russell, punog imena Raymond Scott Russell (East Point, okrug Fulton, Georgia, SAD, 28. listopada 1964.), bivši američki vozač motociklističkih utrka. 

## Uspjesi u prvenstvima
Svjetsko prvenstvo - Superbike
- prvak: 1993.
- drugoplasirani: 1994.

AMA – Superbike   
- prvak: 1992.
- drugoplasirani: 1989., 1991.
- trećeplasirani: 1990.

AMA – Supersport 750   
- prvak: 1990., 1991., 1992.
- drugopasirani: 1988.
- trećeplasirani: 1989.

AMA – Supersport 600 / Supersport  
- drugoplasirani: 1990.

## Vanjske poveznice
- (engl.) motogp.com, Scott Russell
- (tal.) worldsbk.com, Scott Russell